# Monumento ad Alfonso XII
Il monumento ad Alfonso XII è un gruppo scultoreo che si trova a Madrid nel Parque del Retiro.
Nel 1902 la regina madre, Maria Cristina, organizzò un concorso nazionale per costruire un monumento al re Alfonso XII. Il concorso venne vinto dall'architetto José Grases Riera, con un grandioso progetto da realizzarsi in uno dei lati lunghi dell'Estanque del Retiro. Il gruppo è costituito da un grande colonnato in marmo con un gran numero di sculture che circondano la statua bronzea del re. Il monumento, finanziato con una sottoscrizione pubblica, venne inaugurato il 6 giugno del 1922.
Il complesso è alto 30 metri, lungo 86 metri e largo 58 metri e alla sua realizzazione hanno partecipato più di venti scultori.
Di gran richiamo per i turisti, e per gli stessi abitanti di Madrid, è l'incontro che ogni domenica avviene ai piedi del monumento fra decine di percussionisti e gruppi di giocolieri.